# Димитър Анестев
Димитър Анестев е български журналист. Репортер в bTV Новините.

## Биография
Димитър Анестев е роден на 8 февруари 1979 година в град София.

### Кариера
Журналистическата си кариера започва през 1997 година във вестник „Континент“ след което работи в Канал 3 и в БТА. В bTV постъпва през 2003 година.

## Награди
През 2009 година Димитър Анестев е отличен с приза на Би Ти Ви „Репортер на годината“.